# قوة حية
القوة الحية (vis viva)(من الكلمة اللاتينية بمعنى القوة الحية) في تاريخ العلم هي إحدى النظريات العلمية المستبدلة التي شكلت الصياغة الأساسية والأولى المحدودة لمبدأ انحفاظ الطاقة. وكان هذا هو الوصف الأول [المعروف] لما نسميه الآن الطاقة الحركية أو الطاقة المرتبطة بالحركات المحسوسة.
وضع هذه النظرية غوتفريد لايبنتس (Gottfried Leibniz) في الفترة ما بين عام 1676م إلى عام 1689م وكانت تلك النظرية مثيرة للجدل حيث يبدو أنها تعارض نظرية انحفاظ زخم الحركة التي يؤيدها سير إسحاق نيوتن ورينيه ديكارت. أما الآن فينظر إلى تلك النظريتين باعتبارهما متكاملتين.
ولقد اندمجت تلك النظرية في آخر الأمر في نظرية الطاقة الحديثة رغم أن هذا المصطلح لا زال مستخدمًا في سياق الميكانيكا السماوية من خلال معادلة حفظ الطاقة المدارية.

## معلومات تاريخية
رغم أن الفلاسفة القدماء منذ زمن طاليس المليسي كانوا يشيرون إلى قانون انحفاظ الطاقة[بحاجة لمصدر]، فقد كان الألماني غوتفريد فيلهيلم لايبنتس في الفترة ما بين 1676م إلى 1689م أول من حاول وضع صيغة رياضية. فلقد لاحظ لايبنتس أنه في العديد من الأنظمة الميكانيكية (فإنه بالنسبة لمختلف الكتل mi كل كتلة مع السرعة المتجهة vi) فإن الكمية:
{\displaystyle \sum _{i}m_{i}v_{i}^{2}}
يتم الحفاظ عليها. فأطلق على تلك الكمية القوة الحية أو القوى الحية للنظام. ولقد اكتشف الآن أن هذا المبدأ يمثل تعبيرًا دقيقًا عن بقاء الطاقة الحركية في التصادم المرن، وهو نتيجة لـ انحفاظ زخم الحركة. بيد أن العديد من الفيزيائيين في ذلك الوقت لم يدركوا تلك العلاقة، وبدلاً من ذلك، كانوا متأثرين بقيمة سير إسحاق نيوتن في إنجلترا ورينيه ديكارت في فرنسا، فكلاهما أكد تأكيدًا كبيرًا على انحفاظ زخم الحركة باعتباره المبدأ التوجيهي. وبهذا اعتبرت زخم الحركة:
{\displaystyle \,\!\sum _{i}m_{i}\mathbf {v} _{i}}
من المعسكر المنافس أنها القوة الحية المنحفظة. وكان المهندسون مثل جون سميتون (John Smeaton) وبيتر إوارات (Peter Ewart) وكارل هولتزمان (Karl Holtzmann) وجوستاف أدولف هرن (Gustave-Adolphe Hirn) ومارك سيجون (Marc Séguin) هم من اعترضوا اعتراضًا كبيرًا على أن انحفاظ زخم الحركة بمفرده ليس كافيًا للحساب العملي واستفادوا من مبدأ لايبنتس. ولقد أيد بعض الكيميائيين مثل ويليام هايد ولاستون (William Hyde Wollaston) هذا المبدأ أيضًا.
قامت عالمة الرياضيات الفرنسية ايميلى دو شاتيليه (Émilie du Châtelet)، التي كانت تلم بميكانيكا نيوتن إلمامًا جيدًا، بتطوير مبدأ لايبنتس وجمعت بينه وبين ملاحظات ويلم جرافيسنيد (Willem 's Gravesande)، ودللت على أن القوة الحية تعتمد على مربع السرعات المتجهة.
لقد سارع أعضاء المؤسسات الأكاديمية مثل جون بليفير (John Playfair) بالإشارة إلى أن الطاقة الحركية لا يتم الحفاظ عليها بصورة واضحة. وهذا يتضح في التحليل الحديث القائم على قانون الديناميكا الحرارية الثاني، ولكن في القرن الثامن عشر والتاسع عشر، كان مصير الطاقة المفقودة لا زال مجهولاً. وبالتدريج أصبح هناك شك في أن الحرارة التي تنتج حتمًا عن الحركة كانت شكلاً آخر لـ القوة الحية. وفي عام 1783م قام أنطوان لافوازييه (Antoine Lavoisier) وبيير سيمون لابلاس (Pierre-Simon Laplace) بإعادة النظر في النظريتين المتعارضتين لـ القوة الحية ونظرية السيال الحراري. كونت رمفورد وملاحظاته عام 1798م حول توليد الحرارة أثناء تثقيب المدافع، أضافت المزيد من الأهمية لفكرة أن الحركة الميكانيكية يمكن أن تتحول إلى حرارة. القوة الحية بدأت تعرف الآن باسم الطاقة بعد أن استخدم توماس يونغ المصطلح لأول مرة بهذا المعنى عام 1807م.
إن إعادة معايرة القوة الحية لتشمل معامل النصف على وجه التحديد:
{\displaystyle {\frac {1}{2}}\sum _{i}m_{i}v_{i}^{2}}
كانت إلى حد بعيد نتيجة الجهد الذي بذلاه غاسبارد-غوستاف كوريوليس (Gaspard-Gustave Coriolis) وجين فيكتور يونسيليت (Jean-Victor Poncelet) في الفترة من عام 1819م إلى 1839م. فالأول أطلق عليها quantité de travail (كمية الشغل) والثاني travail mécanique (الشغل الميكانيكي) وكلاهما أيد استخدامها في الحسابات الهندسية.